# Testudinella carlini
Testudinella carlini är en hjuldjursart som beskrevs av Bartoš 1951. Testudinella carlini ingår i släktet Testudinella och familjen Testudinellidae. Inga underarter finns listade i Catalogue of Life.